# Atletika na Letních olympijských hrách 1992 – skok daleký muži
 Skok daleký mužů na Letních olympijských hrách 1992 se uskutečnil ve dnech 5. a 6. srpna na Olympijském stadionu v Barceloně. Vítězem se stal americký atlet Carl Lewis a získal již třetí zlatou medaili v této disciplíně. I další dvě medaile získali Američané, stříbrnou Mike Powell a bronzovou Joe Greene.

## Výsledky finále
| *                | jméno                   | země                   | 1    | 2    | 3    | 4    | 5    | 6    | výsledek |
| ---------------- | ----------------------- | ---------------------- | ---- | ---- | ---- | ---- | ---- | ---- | -------- |
| Zlatá medaile    | Carl Lewis              | Spojené státy americké | 8,67 | 8,33 | ×    | ×    | 8,50 | 8,50 | 8,67 m   |
| Stříbrná medaile | Mike Powell             | Spojené státy americké | 7,95 | 8,22 | 8,33 | ×    | 8,53 | 8,64 | 8,64 m   |
| Bronzová medaile | Joe Greene              | Spojené státy americké | ×    | ×    | 7,88 | 8,34 | 8,14 | ×    | 8,34 m   |
| 4.               | Iván Pedroso            | Kuba                   | 7,79 | 8,11 | 8,01 | 7,98 | 8,11 | 7,51 | 8,11 m   |
| 5.               | Jaime Jefferson         | Kuba                   | 7,30 | 7,69 | 8,08 | 7,93 | 8,00 | ×    | 8,08 m   |
| 6.               | Konstantinos Koukodimos | Řecko                  | 7,30 | 7,99 | 7,92 | 8,04 | 7,88 | 7,50 | 8,04 m   |
| 7.               | Dmitrij Bagrjanov       | Sjednocený tým         | 7,79 | 5,74 | ×    | 7,98 | 7,88 | 7,84 | 7,98 m   |
| 8.               | Geng Huang              | Čína                   | 7,33 | 7,58 | 7,87 | 7,79 | 7,55 | 7,65 | 7,87 m   |
| 9.               | Borut Bilač             | Slovinsko              | ×    | 7,60 | 7,76 |      |      |      | 7,76 m   |
| 10.              | Chen Zunrong            | Čína                   | 7,71 | 7,47 | 7,75 |      |      |      | 7,75 m   |
| 11.              | David Culbert           | Austrálie              | 7,36 | 7,30 | 7,73 |      |      |      | 7,73 m   |
| 12.              | Bogdan Tudor            | Rumunsko               | 7,26 | 7,37 | 7,61 |      |      |      | 7,61 m   |